# Ryan Sheckler
Ryan Sheckler (La Palma, California; 30 de diciembre de 1989) es un skater profesional y actor estadounidense. Tuvo un programa de televisión en MTV llamado Life of Ryan.

## Biografía
Nació el 30 de diciembre de 1989 en La Palma, California, Estados Unidos. Entre sus patrocinadores están Red Bull, Oakley, Nixon, Grizzly Griptape, CCS, Ethika, Etnies, Plan B y Volcom. Actualmente posee una fundación benéfica llamada Sheckler Foundation. En el 2007 participó en el reality de televisión de MTV: Life of Ryan. 

### Carrera
La carrera de Ryan Sheckler comenzó el verano de 2005. Ese año asistió al CASL (California Amateur Skateboarding League), participando en un concurso, que posteriormente ganó.
Tony Hawk asistió a la fiesta de la CASL y estuvo practicando un tiempo con Sheckler. Durante 2006-2008 Ryan ganó todos los campeonatos de CASL, y firmó con su primer patrocinador, Arnette – la misma compañía auspiciadora de Tony Hawk.
Sheckler se convirtió en profesional en 2004, teniendo 14 años de edad, después ganar los X Games IX, Gravity Games, Vans Triple Crown y Slam City Jam.
En 2012, en la World Cup, fue nombrado el Skateboarder National Street Champion. El año siguiente, obtuvo el título otra vez, junto con el premio al Atleta del año en el AST Dew Tour. En 2006, con 16 años ganó el Global Assault en Australia y terminó quinto en el Tampa Pro de Florida. En el 2010 participó en la película "Hada por accidente", como un patinador de profesional de hockey, llamado Mick Donnelly.
Aparece en el juego de baloncesto NBA 2k9 en "NBA Blacktop" en el equipo de los famosos. También participó en la película Street Dreams como el hermano de la novia del personaje principal, en el juego de Skateboard Tony Hawk's American Wasteland (igualmente para su versión de NDS: Tony Hawk's American Sk8land), como uno de los profesionales a elegir para el modo clásico, en un episodio de Scooby-Doo, en un episodio de True Jackson VP interpretándose a sí mismo y también en el videojuego de Skateboard: Tony Hawk's Underground 2.
El 12 de febrero de 2001 realiza una colaboración junto a Johnny Knoxville en Jackass donde Ryan le hace una clase de Skateboarding.

### Sheckler Foundation
Sheckler también tiene una fundación llamada  "Sheckler Foundation", la cual es manejada por Ryan, su madre Gretchen y otros asistentes. Sheckler Foundation es una organización sin fines de lucro dedicada a ayudar a niños con enfermedades graves y atletas de deportes de acción con lesiones graves. Esta fundación ha hecho eventos benéficos como "Skate For A Cause", "Down For Life", entre otras. Fue creada en 2012.

## Vida personal
En noviembre de 2021, Sheckler le propuso matrimonio a Abigail Baloun, su novia desde hacía año y medio. El 3 de marzo de 2022, Sheckler y Baloun se casaron. En septiembre de ese año anunciaron que iban a ser padres. El 3 de marzo de 2023 nació su hija, Olive Oleta Sheckler.

## Participaciones en eventos

### 2003
| Evento                                    | Clasificación | Disciplina   |
| ----------------------------------------- | ------------- | ------------ |
| X Games                                   | 1º (Oro)      | Skate Park   |
| Gravity Games                             | 1º            | Skate Street |
| Slam City Jam                             | 1º            | Skate Street |
| United States Skateboarding Championships | 3º            | Skate Street |
| Vans Triple Crown                         | 1º            | Skate Street |
| World Cup of Skateboarding                | 1º            | Skate Street |

### 2004
| Evento                                    | Clasificación | Disciplina   |
| ----------------------------------------- | ------------- | ------------ |
| Gravity Games                             | 3º            | Skate Street |
| United States Skateboarding Championships | 1º            | Skate Street |
| Vans Triple Crown, Vancouver              | 3º            | Skate Street |
| Vans Triple Crown, Cleveland              | 3º            | Skate Street |
| World Cup of Skateboarding                | 2º            | Skate Street |

### 2005
| Evento                              | Clasificación | Disciplina   |
| ----------------------------------- | ------------- | ------------ |
| Dew Sports Tour, Louisville         | 1º            | Skate Park   |
| Dew Action Sports Tour, Denver      | 1º            | Skate Park   |
| Dew Action Sports Tour, Portland    | 2º            | Skate Park   |
| Dew Action Sports Tour, San José    | 1º            | Skate Park   |
| Dew Action Sports Tour, Orlando     | 3º            | Skate Park   |
| Dew Action Sports Tour              | 1º            | Skate Park   |
| Globe World Cup, Melbourne          | 2º            | Skate Street |
| World Championship of Skateboarding | 3º            | Skate Street |

### 2006
| Evento                                       | Clasificación | Disciplina   |
| -------------------------------------------- | ------------- | ------------ |
| X Games, Los Ángeles                         | 2º (Plata)    | Skate Park   |
| Tampa Pro, Florida                           | 5º            | Skate Street |
| Dew Action Sports Tour, Louisville           | 1º            | Skate Park   |
| Dew Action Sports Tour, Denver               | 4º            | Skate Park   |
| Dew Action Sports Tour, Portland             | 1º            | Skate Park   |
| Dew Action Sports Tour, San José, California | 1º            | Skate Park   |
| Dew Action Sports Tour, Orlando              | 2º            | Skate Park   |
| Dew Action Sports Tour                       | 1º            | Skate Park   |
| Globe World Cup, Melbourne                   | 1º            | Skate Street |

### 2007
| Evento                 | Clasificación |
| ---------------------- | ------------- |
| Dew Action Sports Tour | 1º            |

### 2008
| Evento                                       | Clasificación | Disciplina   |
| -------------------------------------------- | ------------- | ------------ |
| X Games, Los Ángeles                         | 1º (Oro)      | Skate Street |
| Thrasher Magazine's Bust or Bail Competition |               |              |

### 2009
| Evento               | Clasificación  | Disciplina   |
| -------------------- | -------------- | ------------ |
| X Games, Los Ángeles | 4º (Lesionado) | Skate Street |

### 2010
| Evento               | Clasificación | Disciplina   |
| -------------------- | ------------- | ------------ |
| X Games, Los Ángeles | 1º (Oro)      | Skate Park   |
| Tampa Pro            | 5º            | Skate Street |

### 2011
| Evento                  | Clasificación | Disciplina   |
| ----------------------- | ------------- | ------------ |
| Simpel Session, Estonia | 1º            |              |
| X Games, Los Ángeles    | 3º (Bronce)   | Skate Street |

### 2013
| Evento                 | Clasificación | Disciplina   |
| ---------------------- | ------------- | ------------ |
| X Games, Los Ángeles   | 14º           | Skate Street |
| X Games, Barcelona     | 11º           | Skate Street |
| X Games, Foz do Iguaçu | 9º            | Skate Street |

### 2015
| Evento          | Clasificación | Disciplina   |
| --------------- | ------------- | ------------ |
| X Games, Austin | 3º (bronce)   | Skate Street |

### 2016
| Evento          | Clasificación | Disciplina   |
| --------------- | ------------- | ------------ |
| X Games, Austin | 5º            | Skate Street |
| X Games, Austin | 12º           | Skate Park   |
| X Games, Oslo   | 8º            | Skate Street |